# Sarafan

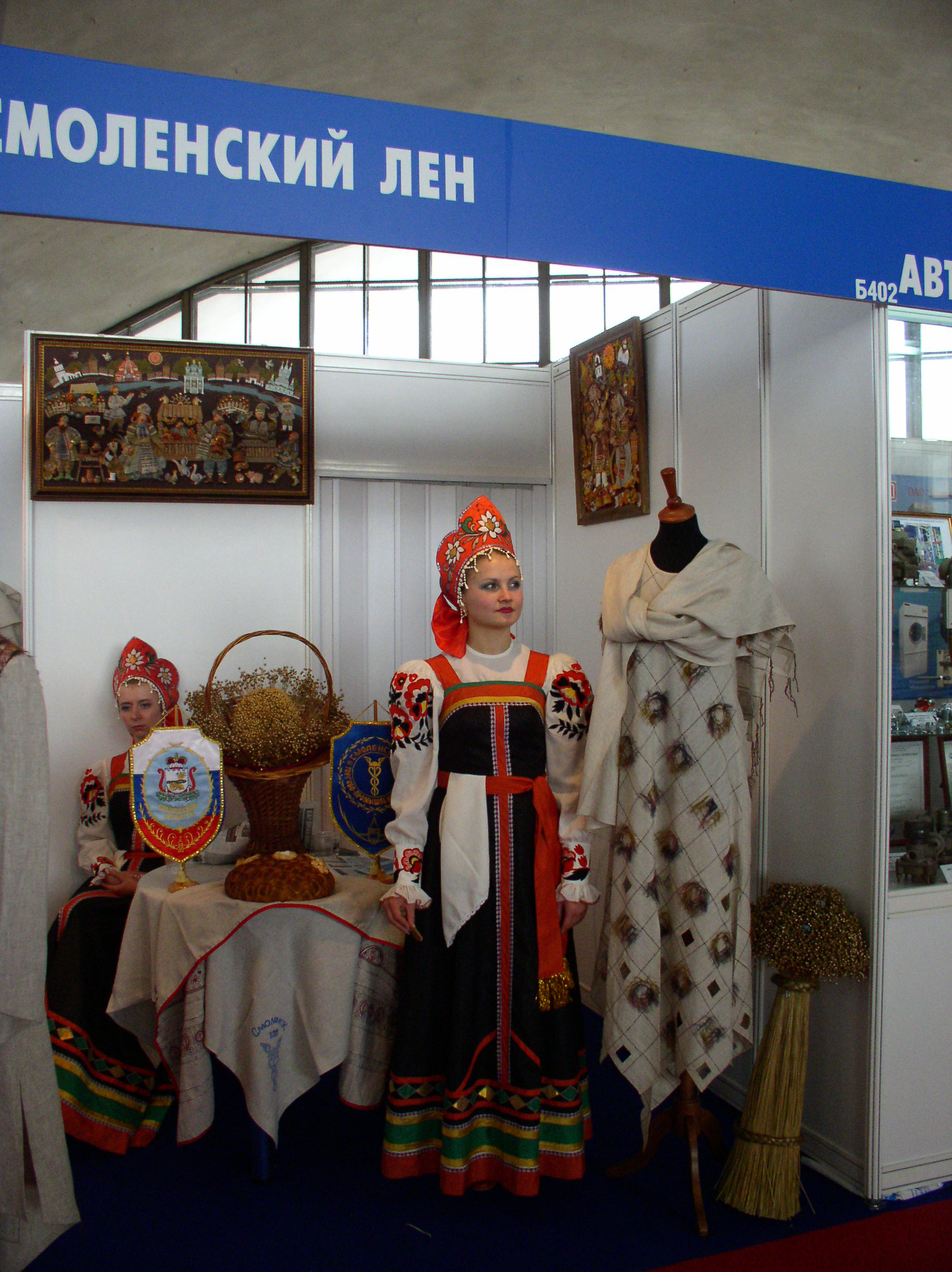
Un sarafan nero

Il sarafan (in russo сарафан?, dal persiano sērāpā) è un abito tradizionale russo apparso, secondo le cronache, nel XIV secolo e usato dalle donne e ragazze contadine fino al XX secolo; in seguito è stato usato come abito tradizionale per le feste popolari. Le donne dei ceti superiori smisero invece di utilizzare gli abiti popolari già dal XVIII secolo, come conseguenza del rinnovamento della nazione russa imposto da Pietro il Grande.
I sarafan più semplici sono neri o a fiori, di uso quotidiano, ma esistono versioni più eleganti, destinate alle occasioni speciali, in broccato.
Si indossa con una camicia a maniche ampie ed è formato da un corpetto aderente all'addome e una più ampia gonna lunga fino ai piedi. È abbinato al fazzoletto legato sotto al mento, o al copricapo tradizionale kokošnik. Oggi viene portato senza camicia e in una versione più moderna come abito estivo.